# Televisión Camagüey
Televisión Camagüey o tvcamaguey es el canal de televisión regional de la Provincia Camagüey, cuya denominación nacional es Telecentro aunque puede ser comparado con un canal de TV comunitario. Se encarga de divulgar información del acontecer nacional e internacional, pero principalmente local. 
Toda la programación de Televisión Camagüey es creada en sus instalaciones, con excepción de la mayoría de los videoclips, y algunos materiales como cortos o eventos políticos y deportivos nacionales que se trasmiten de forma esporádica.
La Televisión en Cuba es de carácter público.

## Historia
Television Camagüey puede considerarse el canal de televisión regional más antiguo de Cuba, pues la historia de Televisión Camagüey tiene dos etapas. La primera temporada o etapa fue la del año 1959, cuando se funda la primera estación de televisión fuera de la capital cubana, se le llamó Television Camagüey su dueño principal y fundador fue Don Pancho, célebre personaje de los medios de comunicación en el Camagüey de esos años. Televisión Camagüey transmitía por la frecuencia del canal 11 y lo hacía durante más de 11 horas diarias, tenía su propio noticiero, así como materiales filmicos, programación en vivo con parogramas de variedades y religiosos. Entre sus fundadores se encuentran José Luis Cadenas, Michel Wlicox Portell, que se mantuvo en activo hasta hace poco tiempo en la televisión camagueyana. En aquel entonces el equipamiento tecnológico con que contaba Television Camagüey eran de los más modernos en el país y a los pocos anos fueron desmontados para emplearlos en la Televisión nacional y en la creación de Telerebelde en Santiago de Cuba, como dice el dicho desvistieron un santo para vestir el otro. (Continuara....)
El 24 de junio de 1984 volvió a salir la señal de Televisión Camagüey, ahora por la frecuencia de Telerebelde (canal 4), su primer director en la segunda temporada fue José Luis Cadenas, le siguieron Giraldo Obregon (cuadro del Partido), Mirtha Padrón, Evidio Gil, Rebeca Buron Marin y por último Veranes (cuadro del Partido sin conocimiento alguno del medio)

## Canales

### Radio

#### Nacionales
- Radio Cubana

### Televisión

#### Las cadenas de ámbito nacional
- Cubavisión (conocida como CMQ hasta 1962 y como Canal 6 hasta 1988)

Cada provincia tiene un Canal Provincial (Comunitario), en algunos municipios también hay canales regionales y varias corresponsalías que, aparte de tributar para la televisión nacional cubana y los canales provinciales, también trasmiten una hora semanal en sus propios canales comunitarios.

#### Canales de Televisión provinciales
- Televisión Camagüey (Televisión Camagüey Conocida también como tvcamaguey trasmite por el Canal 4 y el 49 pero su origen se remonta al año 1959 cuando se inauguró el Canal 11, fue el primer canal de televisión fuera de la capital cubana, se conocía también como el Canal de Don Pancho. TV Camagüey reinició sus transmisiones el 24 de junio de 1984 como uno de los primeros cinco telecentros creados por las Revolución. Tiene programación variada y es uno de los más importantes de Cuba.

##### Otros canales provinciales similares a tvcamaguey
- Canal Habana (canal de televisión de La Habana)
- Centrovisión Yayabo (canal de televisión en La Habana de Sancti Spíritus)
- Tele Cubanacan (canal de televisión en La Habana de Santa Clara)
- Perla Vision (canal de televisión en Cienfuegos)
- Isla Vision (canal de televisión en la Isla de la Juventud)
- TV Yumurí (canal de televisión en Matanzas)
- CNCTV (canal de televisión en Granma)
- Visión Tunera (canal de televisión en Las Tunas)
- Sol Vision (canal de televisión en Guantánamo)
- TV Ávila (canal de televisión en Ciego de Ávila)
- TV Santiago (canal de televisión en Santiago de Cuba)
- Telecristal (canal de televisión en Holguín)
- Tele Pinar (canal de televisión en Pinar del Río)

## Logotipos del ICRT
| 1962 - 2006 | 2006 - Actualidad |
| ----------- | ----------------- |